# Guo Li
Det här är en artikel om en person med kinesiskt personnamn; Feng är familjenamnet.
Guo Li (kinesiska: 呙俐), född 11 maj 1993, är en kinesisk konstsimmare.

## Karriär
Guo ingick i det kinesiska lag som vann silver i lagtävlingen vid olympiska sommarspelen 2016. Hon var också en del i laget som blev världsmästare i fri kombination vid världsmästerskapen i simsport 2017.
I augusti 2021 var Guo en del av Kinas lag som tog silver i lagtävlingen vid OS i Tokyo.